# Kurułtaj w Greifswaldzie
Kurułtaj w Greifswaldzie 1944 (ros. Курултай в Грайфсвальде) – zjazd przedstawicieli tatarskiego ruchu narodowo-wyzwoleńczego i innych narodów dawnego państwa Idel-Ural w Greifswaldzie w dniach 3-5 marca 1944 r. pod koniec II wojny światowej
Po zaatakowaniu ZSRR przez wojska niemieckie 22 czerwca 1941 r., doszło do współpracy z Niemcami wielu emigrantów tatarskich. Doszli do nich ci Tatarzy, którzy dostali się do niewoli i zostali osadzeni w obozach jenieckich, a potem postanowili podjąć kolaborację z hitlerowcami. W 1942 r. w Berlinie powstał przy Ostministerium Alfreda Rosenberga Komitet Tatarski. Zaczęto wydawać propagandową prasę tatarską. Sformowano spośród b. jeńców wojennych pochodzenia tatarskiego Legion Tatarów Nadwołżańskich, wchodzący w skład Ostlegionów. Patronat nad nim pełnił Wołgotatarski Komitet Narodowy. Legion składał się on z kilku batalionów, które działały faktycznie samodzielnie na froncie wschodnim, a następnie zostały przeniesione do okupowanych krajów zachodnich. W dniach 3-5 marca w Greifswaldzie doszło do powszechnego zjazdu ponad 200 przedstawicieli Tatarów, Czuwaszów, Baszkirów, Mordwińców, Udmurtów i Maryjczyków, zwany kurułtajem. Głównym jego hasłem była walka z Sowietami. W zjeździe uczestniczyli też przedstawiciele władz wojskowych i cywilnych III Rzeszy. Obrady otworzył przewodniczący Wołgotatarskiego Komitetu Narodowego Abdrachman Szafi, wzywając do walki z ZSRR o wyzwolenie ziem wchodzących w 1918 r. w skład państwa Idel-Ural. Później miały miejsce wystąpienia poszczególnych działaczy i żołnierzy Legionu Tatarów Nadwołżańskich oraz przedstawicieli strony niemieckiej. Jako pierwszy z Niemców przemawiał gen. Ralph von Heygendorf, stojący formalnie na czele Ostlegionów. Swoje mowy wygłosili też prof. Gerhard von Mende, specjalista od spraw wschodnich z Ostministerium oraz wojskowi płk Oskar von Seckendorf, dowódca Legionu Tatarów Nadwołżańskich i szef sztabu płk Boller. Drugiego dnia zjazdu (4 marca) przemawiali przedstawiciele Rosyjskiej Armii Wyzwoleńczej (ROA), a także innych narodów ZSRR: gen. Markis B. Salichow (występujący pod fałszywym nazwiskiem Salich), Czuwasz Iwan Skobieliew, Garif Sultan, por. K. Madżit, płk Szakir I. Alkajew, mułła Habdułła Iliasi, H. Cziszmali. Następnie sformułowano odezwę, przekazaną władzom niemieckim za pośrednictwem prof. G. von Mende. Ogłoszono w niej powołanie na bazie Komitetu Tatarskiego Związku Walki Turko-Tatarów Idel-Uralu. Przedstawiono w niej następujące cele walki narodów tureckich i tatarskich:
- jedność narodów Idel-Uralu i stworzenie niezależnego państwa narodowego,
- równość praw wszystkich narodów Powołża i Uralu,
- likwidacja kołchozów i oddanie ziemi chłopom,
- nacjonalizacja kopalin, lasów, rzek i jezior,
- rozwój przedsiębiorczości, handlu, transportu itd.
- rozwój i ochrona kultury i języka narodowego,
- wolność sumienia i zwyczajów religijnych.

5 marca, czyli ostatniego dnia kurułtaju, w Greifswaldzie odbyła się manifestacja jego uczestników połączona z wystawą tatarskiej sztuki i piśmiennictwa. Zjazdowi towarzyszyły liczne akcje kulturalno-propagandowe, jak występy kapeli muzycznej Legionu Tatarów Nadwołżańskich. Już po zakończeniu obrad 6 marca część delegatów wraz z przedstawicielami strony niemieckiej przeniosła się do okolicznego miasteczka Raten, gdzie przez kilka dni trwały polityczne prace związane z tworzeniem Związku Walki Turko-Tatarów Idel-Uralu. Odbyto też mającą znaczenie propagandowe wycieczkę do Pragi.